# FIFA 21
FIFA 21 is een voetbalsimulatiespel uit de FIFA-computerspellenreeks. Het spel werd tijdens EA Play Live op 18 juni 2020 officieel bekendgemaakt en werd uitgebracht op 9 oktober 2020. Het is de eerste maal sinds FIFA 10 dat het spel pas in oktober wordt uitgebracht. Kylian Mbappé prijkt op de cover van alle edities. Het spel is verschenen voor Microsoft Windows, Nintendo Switch, Xbox One en PlayStation 4. Het is het eerste spel uit de reeks dat ook op de nieuwe generatie consoles Xbox Series, PlayStation 5 en Google Stadia uitkwam.

## Kritiek
FIFA 21 kreeg al tijdens de release felle kritiek van fans, zij vinden dat de gameplay hetzelfde aanvoelt als die van FIFA 20. Ook wordt er veel kritiek geuit op de beslissingen van de scheidsrechter die bijvoorbeeld affluit als er een kans gaande is. Daarnaast is er veel kritiek over de servers van EA. Deze servers hebben vaak een storing. Mede hierdoor zijn er meerdere keren storingen geweest waardoor online functies van FIFA 21 niet konden worden gespeeld. Ook de eerste Weekend League is met een dag uitgesteld.

## FIFA Punten
FIFA 21 wordt door sommige kansspelautoriteiten schuldig bevonden aan gokken. Dit heeft vooral te maken met de 'pakketten' die je in de versie FIFA Ultimate Team kan kopen. Deze loot boxen geven je spelers om je team te versterken maar spelers weten van tevoren niet wie de spelers zijn. Deze pakketten zijn te kopen met FIFA Punten die je op hun beurt moet kopen met echt geld. Vaak krijgen de spelers van FIFA Ultimate Team die geld aan pakketen besteden niet eens waar voor hun geld. Een premium gouden spelers pakket kost bijvoorbeeld 350 FIFA punten (3,50 euro) en daaruit krijgen spelers vaak nutteloze kaarten. Onder andere België heeft al de FIFA punten verboden.
Recentelijk heeft de Nederlandse kansspelautoriteit EA een ultimatum opgelegd. De FIFA punten moeten binnen 3 weken worden verbannen of ze moeten elke week een boete van 500.000 euro betalen dat kan oplopen tot 5 miljoen euro per week. Ondanks dit zijn de FIFA Punten nog steeds te koop.